# Suleman Abdul Rahman
Suleman Abdul Rahman (nascido em 19 de outubro de 1942) é um ex-ciclista etiopiano.
Participou nos Jogos Olímpicos de 1972, realizados na cidade de Munique, na então Alemanha Ocidental, onde competiu na prova individual do ciclismo de estrada, mas não conseguiu terminar a corrida.